# Leucania munroi
Leucania munroi är en fjärilsart som beskrevs av Calora 1966. Leucania munroi ingår i släktet Leucania och familjen nattflyn. Inga underarter finns listade i Catalogue of Life.